# Maria Elisabetta Alberti Casellati
Maria Elisabetta Alberti Casellati (ur. 12 sierpnia 1946 w Rovigo) – włoska polityk, prawniczka i nauczyciel akademicki, podsekretarz stanu w rządach Silvia Berlusconiego, w latach 2018–2022 przewodnicząca Senatu, od 2022 minister.

## Życiorys
Z wykształcenia prawniczka, absolwentka Università degli Studi di Ferrara. Ukończyła również prawo kanoniczne na Papieskim Uniwersytecie Laterańskim. Podjęła praktykę prawniczą w zawodzie adwokata w Padwie. Została też wykładowczynią prawa kanonicznego na Uniwersytet Padewskim.
W 1994 przystąpiła do powstałej wówczas partii Forza Italia. W tym samym roku po raz pierwszy wybrana do Senatu, zasiadała w nim do 1996. Do wyższej izby włoskiego parlamentu powróciła w 2001, z powodzeniem ubiegając się o reelekcję w wyborach w 2006, 2008 i 2013. Dołączyła w międzyczasie do powstałego m.in. na bazie FI Ludzie Wolności, a w 2013 została członkinią reaktywowanej partii Forza Italia. Od grudnia 2004 do maja 2006 pełniła funkcję podsekretarza stanu w resorcie zdrowia. Od maja 2008 do listopada 2011 była podsekretarzem stanu w ministerstwie sprawiedliwości. W 2014 złożyła mandat senatora w związku z wyborem w skład Najwyższej Rady Sądownictwa. Wchodziła w skład tego gremium do 2018. W wyborach w tym samym roku ponownie uzyskała miejsce w Senacie.
24 marca 2018, po zawarciu porozumienia przez centroprawicę i Ruch Pięciu Gwiazd, została wybrana na przewodniczącą wyższej izby włoskiego parlamentu. Na czele izby stała do końca kadencji w październiku 2022. Wcześniej w tymże roku z powodzeniem ubiegała się o senacką reelekcję.
W październiku 2022 objęła stanowisko ministra bez teki w rządzie Giorgii Meloni, powierzono jej odpowiedzialność za reformy instytucjonalne, a w listopadzie tegoż roku również kwestie uproszczenia przepisów prawa.